# Tweede divisie 1970/71
Het seizoen 1970/71 van de Tweede divisie van het Nederlandse Betaalde voetbal was het laatste seizoen van de Tweede Divisie tot aan de herinvoering in 2016. Het aantal betaalde voetbal clubs was namelijk te veel volgens de KNVB toentertijd en moest aanzienlijk teruggebracht worden. Deze saneringen waren al enige tijd aangekondigd door de voetbalbond maar werden aan het einde van dit seizoen een feit. Alle clubs in het betaalde voetbal werden gerangschikt op basis van drie factoren. De eerste twee factoren waren het toeschouwersgemiddelde over het seizoen 1969/70 en een gewogen toeschouwersgemiddelde over de seizoenen 1965/66 tot en met 1969/70. De derde factor was in hoeverre de clubs met hun toeschouwersaantallen de doelpopulatie (het aantal mannelijke inwoners van 15 tot en met 64 jaar per verzorgingsgebied op 1 januari 1969) wisten te bereiken. De elf clubs die het slechtst scoorden op deze ranglijst werden gedwongen terug te keren naar de amateurs. Zij speelden allen in de Tweede divisie. Bijna alle clubs die gedwongen werden terug te keren naar de amateurs spanden een rechtszaak aan tegen de KNVB, die ze echter verloren. De overige clubs uit de Tweede divisie promoveerden naar de Eerste divisie.
De Volewijckers werd dit seizoen voorlopig de laatste kampioen van de Tweede divisie, totdat zij in 2017 haar opvolger kreeg in Jong AZ.

## Tweede divisie

### Deelnemende teams
| Club                | Plaats       | Accommodatie           | Capaciteit | Trainer           |
| ------------------- | ------------ | ---------------------- | ---------- | ----------------- |
| AGOVV               | Apeldoorn    | Berg & Bos             | 20.000     | Evert Mur         |
| Baronie             | Breda        | De Blauwe Kei          | 12.000     | Barry Janse       |
| SC Drente           | Klazienaveen | De Planeet             | 8.000      | Jan van Asten     |
| EDO                 | Haarlem      | Noordersportpark       | 10.000     | Henk Snoeks       |
| Eindhoven           | Eindhoven    | Aalsterweg             | 27.000     | Lesley Talbot     |
| Fortuna Vlaardingen | Vlaardingen  | Floreslaan             | 12.000     | Piet de Wolf      |
| Gooiland            | Hilversum    | Gemeentelijk Sportpark | 16.000     | Ron Dellow        |
| Hermes DVS          | Schiedam     | Harga                  | 16.000     | Joop Castenmiller |
| Limburgia           | Brunssum     | Venweg                 | 15.500     | Adam Fischer      |
| NOAD                | Tilburg      | Gemeentelijk Sportpark | 20.000     | Hans Alleman      |
| PEC                 | Zwolle       | Gemeentelijk Sportpark | 15.000     | Lászlo Zalai      |
| RBC                 | Roosendaal   | De Luiten              | 5.900      | Ko Stijger        |
| RCH                 | Heemstede    | Sportparklaan          | 18.000     | Ben Tap           |
| Roda JC             | Kerkrade     | Kaalheide              | 20.000     | Breur Weyzen      |
| De Volewijckers     | Amsterdam    | Buiksloterbanne        | 12.500     | Jany van der Veen |
| FC VVV              | Venlo        | De Kraal               | 17.500     | Josef Gesell      |
| ZFC                 | Zaandam      | Hoornseveld            | 1.500      | Simon Kistemaker  |

### Eindstand
| pos | club                | gs | w  | g  | v  | pnt | dv | dt | ds  |
| --- | ------------------- | -- | -- | -- | -- | --- | -- | -- | --- |
| 1.  | De Volewijckers     | 32 | 20 | 7  | 5  | 47  | 65 | 31 | 34  |
| 2.  | PEC                 | 32 | 17 | 11 | 4  | 45  | 70 | 36 | 34  |
| 3.  | Eindhoven           | 32 | 17 | 11 | 4  | 45  | 45 | 19 | 26  |
| 4.  | Hermes DVS          | 32 | 17 | 6  | 9  | 40  | 51 | 29 | 22  |
| 5.  | Roda JC             | 32 | 12 | 15 | 5  | 39  | 34 | 27 | 7   |
| 6.  | SC Gooiland         | 32 | 11 | 11 | 10 | 33  | 41 | 43 | -2  |
| 7.  | Fortuna Vlaardingen | 32 | 13 | 7  | 12 | 33  | 39 | 42 | -3  |
| 8.  | NOAD                | 32 | 10 | 12 | 10 | 32  | 44 | 43 | 1   |
| 9.  | AGOVV               | 32 | 12 | 8  | 12 | 32  | 35 | 41 | -6  |
| 10. | ZFC                 | 32 | 9  | 12 | 11 | 30  | 42 | 42 | 0   |
| 11. | FC VVV              | 32 | 11 | 8  | 13 | 30  | 42 | 46 | -4  |
| 12. | RCH                 | 32 | 8  | 13 | 11 | 29  | 42 | 40 | 2   |
| 13. | Limburgia           | 32 | 7  | 14 | 11 | 28  | 31 | 39 | -8  |
| 14. | Baronie             | 32 | 7  | 10 | 15 | 24  | 38 | 56 | -18 |
| 15. | RBC                 | 32 | 5  | 13 | 14 | 23  | 32 | 57 | -25 |
| 16. | EDO                 | 32 | 6  | 7  | 19 | 19  | 28 | 59 | -31 |
| 17. | SC Drente           | 32 | 3  | 9  | 20 | 15  | 26 | 55 | -29 |

### Legenda
| Kleur | Kwalificatie voor                |
| ----- | -------------------------------- |
|       | Promotie naar de Eerste divisie  |
|       | Geplaatst voor de Eerste divisie |
|       | Teruggezet naar de Amateurs      |

### Uitslagen
|                     | AGO   | BAR   | DRE   | EDO   | EIN   | FVL   | GOO   | DVS   | LIM   | NOA   | PEC   | RBC   | RCH   | RJC   | VWK   | VVV   | ZFC   |
| ------------------- | ----- | ----- | ----- | ----- | ----- | ----- | ----- | ----- | ----- | ----- | ----- | ----- | ----- | ----- | ----- | ----- | ----- |
| AGOVV               |       | 0 – 1 | 0 – 0 | 2 – 1 | 1 – 0 | 0 – 0 | 1 – 2 | 1 – 0 | 2 – 2 | 1 – 1 | 1 – 3 | 2 – 0 | 3 – 0 | 0 – 1 | 0 – 1 | 1 – 1 | 2 – 2 |
| Baronie             | 1 – 4 |       | 1 – 0 | 1 – 1 | 1 – 1 | 1 – 1 | 2 – 2 | 0 – 1 | 3 – 0 | 2 – 1 | 1 – 1 | 1 – 1 | 1 – 1 | 0 – 0 | 3 – 2 | 3 – 1 | 0 – 1 |
| SC Drente           | 1 – 2 | 0 – 4 |       | 1 – 2 | 0 – 0 | 0 – 2 | 3 – 1 | 0 – 2 | 3 – 0 | 2 – 2 | 2 – 0 | 1 – 1 | 0 – 2 | 0 – 0 | 0 – 3 | 0 – 2 | 1 – 2 |
| EDO                 | 0 – 2 | 2 – 0 | 1 – 0 |       | 0 – 0 | 2 – 4 | 1 – 1 | 0 – 4 | 0 – 0 | 1 – 3 | 1 – 1 | 3 – 0 | 1 – 1 | 1 – 0 | 0 – 2 | 0 – 3 | 2 – 3 |
| Eindhoven           | 1 – 1 | 5 – 1 | 2 – 1 | 1 – 0 |       | 3 – 0 | 4 – 3 | 3 – 0 | 1 – 0 | 0 – 0 | 3 – 2 | 1 – 1 | 1 – 1 | 2 – 0 | 0 – 1 | 2 – 0 | 1 – 1 |
| Fortuna Vlaardingen | 0 – 2 | 2 – 1 | 3 – 2 | 2 – 1 | 0 – 0 |       | 3 – 0 | 1 – 2 | 1 – 0 | 3 – 0 | 0 – 2 | 2 – 0 | 2 – 0 | 1 – 1 | 1 – 0 | 3 – 3 | 0 – 0 |
| SC Gooiland         | 2 – 0 | 3 – 0 | 0 – 0 | 0 – 1 | 0 – 3 | 2 – 0 |       | 1 – 1 | 0 – 0 | 3 – 3 | 0 – 0 | 2 – 1 | 1 – 0 | 2 – 0 | 1 – 2 | 2 – 3 | 0 – 0 |
| Hermes DVS          | 2 – 0 | 4 – 1 | 3 – 0 | 3 – 0 | 0 – 1 | 2 – 0 | 0 – 2 |       | 3 – 1 | 2 – 0 | 1 – 0 | 5 – 0 | 3 – 1 | 1 – 1 | 1 – 1 | 4 – 1 | 2 – 1 |
| Limburgia           | 3 – 0 | 5 – 1 | 3 – 2 | 2 – 0 | 0 – 2 | 2 – 0 | 0 – 3 | 2 – 0 |       | 0 – 2 | 2 – 2 | 0 – 0 | 0 – 0 | 0 – 0 | 2 – 2 | 1 – 0 | 2 – 2 |
| NOAD                | 1 – 1 | 1 – 1 | 2 – 0 | 3 – 0 | 1 – 2 | 2 – 1 | 0 – 1 | 3 – 1 | 1 – 0 |       | 1 – 1 | 5 – 0 | 0 – 2 | 0 – 3 | 1 – 2 | 1 – 0 | 2 – 1 |
| PEC                 | 5 – 0 | 4 – 1 | 2 – 0 | 5 – 2 | 1 – 0 | 4 – 1 | 7 – 1 | 1 – 1 | 4 – 0 | 1 – 0 |       | 1 – 1 | 2 – 1 | 2 – 2 | 3 – 3 | 1 – 2 | 3 – 1 |
| RBC                 | 2 – 0 | 4 – 2 | 3 – 1 | 2 – 2 | 0 – 1 | 1 – 2 | 1 – 1 | 0 – 0 | 1 – 1 | 2 – 2 | 1 – 2 |       | 2 – 1 | 0 – 0 | 2 – 4 | 3 – 2 | 0 – 0 |
| RCH                 | 4 – 0 | 1 – 1 | 3 – 2 | 3 – 1 | 0 – 0 | 2 – 2 | 0 – 3 | 3 – 1 | 1 – 1 | 1 – 1 | 1 – 2 | 6 – 1 |       | 0 – 0 | 1 – 2 | 0 – 2 | 3 – 1 |
| Roda JC             | 1 – 4 | 3 – 2 | 3 – 0 | 1 – 0 | 1 – 0 | 1 – 0 | 2 – 0 | 0 – 0 | 0 – 0 | 2 – 2 | 1 – 1 | 1 – 0 | 0 – 0 |       | 3 – 1 | 1 – 0 | 2 – 1 |
| De Volewijckers     | 3 – 0 | 2 – 1 | 1 – 1 | 2 – 0 | 0 – 2 | 2 – 0 | 4 – 1 | 2 – 0 | 1 – 1 | 4 – 0 | 2 – 2 | 4 – 1 | 0 – 0 | 4 – 1 |       | 5 – 1 | 2 – 1 |
| FC VVV              | 0 – 1 | 1 – 0 | 1 – 1 | 3 – 1 | 1 – 1 | 0 – 2 | 1 – 1 | 1 – 2 | 0 – 0 | 0 – 0 | 1 – 2 | 2 – 1 | 4 – 3 | 1 – 1 | 0 – 1 |       | 2 – 1 |
| ZFC                 | 0 – 1 | 1 – 0 | 2 – 2 | 4 – 1 | 1 – 2 | 4 – 0 | 0 – 0 | 1 – 0 | 2 – 1 | 3 – 3 | 2 – 3 | 0 – 0 | 0 – 0 | 2 – 2 | 1 – 0 | 1 – 3 |       |

## Topscorers
| #  | Naam              | Club                | Goal |
| -- | ----------------- | ------------------- | ---- |
| 1. | Cees van Kooten   | Hermes DVS          | 21   |
| 2. | Piet Boogaard     | De Volewijckers     | 16   |
| 2. | Pepe Fernandez    | PEC                 | 16   |
| 2. | Dick Hoogmoed     | Baronie             | 16   |
| 5. | Michel Struik     | SC Gooiland         | 15   |
| 6. | Piet van den Berg | RCH                 | 13   |
| 6. | Jan Bouman        | Fortuna Vlaardingen | 13   |
| 8. | Willy Coolen      | Limburgia           | 12   |
| 8. | Piet van Dijk     | NOAD                | 12   |
| 8. | Freek Schutten    | PEC                 | 12   |
| 8. | Pim Waaijenberg   | De Volewijckers     | 12   |

## Voetnoten
1956/57 · 
1957/58 · 
1958/59 · 
1959/60 · 
1960/61 · 
1961/62 · 
1962/63 · 
1963/64 · 
1964/65 · 
1965/66 · 
1966/67 · 
1967/68 · 
1968/69 · 
1969/70 · 
1970/71 · 
2016/17 · 
2017/18 · 
2018/19 ·
2019/20 ·
2020/21 ·
2021/22 ·
2022/23 ·
2023/24 ·
2024/25
AGOVV · Baronie · SC Drente · EDO · Eindhoven · Fortuna · Gooiland · Hermes DVS · Limburgia · NOAD · PEC · RBC · RCH · Roda JC · De Volewijckers · FC VVV · ZFC